# 197 Arete
Arete /əˈriːtiː/ (định danh hành tinh vi hình: 197 Arete) là một tiểu hành tinh bằng đá, kiểu S, ở vành đai chính. Nó có bề mặt rất sáng, cách bất thường.
Ngày 21 tháng 5 năm 1879, nhà thiên văn học người Áo Johann Palisa phát hiện tiểu hành tinh Arete khi ông thực hiện quan sát tại Đài quan sát Hải quân Áo và đặt tên nó theo tên Arete, mẹ của Nausicaa trong sử thi Odyssey của Homer.

## Liên kết ngơài
- 197 Arete - baneparametre hos JPL Solar System Dynamics
- 197 Arete tại AstDyS-2, Asteroids—Dynamic Site
  - Lịch thiên văn · Dự đoán quan sát · Thông tin quỹ đạo · Các yếu tố thông thường · Dữ liệu quan sát
- 197 Arete tại Cơ sở dữ liệu vật thể nhỏ JPL 
  - Tiếp cận Trái Đất · Phát hiện · Lịch thiên văn · Biểu đồ quỹ đạo · Yếu tố quỹ đạo · Tham số vật lý